# معتز هوساوي
معتز هوساوي (17 فبراير 1992)، لاعب كرة قدم سعودي يلعب كمدافع.

## إنجازاته
في يونيو عام 2018، تم اختيار معتز هوساوي وضمه إلى التشكيلة النهائية للمنتخب السعودي والمُشاركة بمونديال كأس العالم 2018 في روسيا.

## احصائيات اللاعب مع النادي
| النادي        | الموسم        | الدوري                 | الدوري | الدوري  | كأس الملك | كأس الملك | كأس ولي العهد | كأس ولي العهد | آسيا   | آسيا    | أخرى   | أخرى    | المجموع | المجموع |
| النادي        | الموسم        | التقسيم                | الظهور | الأهداف | الظهور    | الاهداف   | الظهور        | الأهداف       | الظهور | الأهداف | الظهور | الاهداف | الظهور  | الأهداف |
| ------------- | ------------- | ---------------------- | ------ | ------- | --------- | --------- | ------------- | ------------- | ------ | ------- | ------ | ------- | ------- | ------- |
| الأهلي        | 2014–15       | دوري المحترفين السعودي | 22     | 0       | 0         | 0         | 5             | 2             | 5      | 0       | –      | –       | 32      | 2       |
| الأهلي        | 2015–16       | دوري المحترفين السعودي | 21     | 0       | 3         | 1         | 4             | 1             | 2      | 1       | –      | –       | 30      | 3       |
| الأهلي        | 2016–17       | دوري المحترفين السعودي | 17     | 2       | 2         | 1         | 1             | 1             | 8      | 0       | 1      | 0       | 29      | 4       |
| الأهلي        | 2017–18       | دوري المحترفين السعودي | 22     | 3       | 2         | 0         | –             | –             | 4      | 0       | –      | –       | 28      | 3       |
| الأهلي        | المجموع       | المجموع                | 82     | 5       | 6         | 2         | 10            | 4             | 19     | 1       | 1      | 0       | 118     | 12      |
| المجموع الكلي | المجموع الكلي | المجموع الكلي          | 82     | 5       | 6         | 2         | 10            | 4             | 19     | 1       | 1      | 0       | 118     | 12      |

## بطولاته
- كأس ولي العهد السعودي 2014–15
- دوري المحترفين السعودي 2015–16
- كأس خادم الحرمين الشريفين 2016
- كأس السوبر السعودي 2016

## روابط خارجية
- معتز هوساوي على موقع الاتحاد الدولي (مؤرشف)  (الإنجليزية)
- معتز هوساوي على موقع قاعدة بيانات كرة القدم.إي يو (الإنجليزية)
- معتز هوساوي على موقع ناشيونال فوتبول تيمز (الإنجليزية)
- معتز هوساوي على موقع Soccerway.com (الإنجليزية)
- معتز هوساوي على موقع كووورة